# JMathLib
JMathLib è un sistema di analisi numerica computazionale open source, multipiattaforma, compatibile con MATLAB e GNU Octave e FreeMat.